# Matronae Turstuahenae
Die Matronae Turstuahenae oder auch Turstvahenae sind Matronen, die durch drei Inschriften aus dem Rheinland aus der Zeit des 2. bis 3. Jahrhunderts überliefert sind. Aus Derichsweiler, einem Stadtteil von Düren, stammen zwei Inschriften und aus Flerzheim, Stadt Rheinbach eine Inschrift. Der germanische Beiname leitet sich von einem Ortsnamen ab und bedeutet „trockene Stelle, dürrer Boden“.

## Auffindungen und Inschriften

### Fundort Derichsweiler
Die Derichsweiler Votivsteine der Turstuahenae wurden als Verbauungen in der alten Pfarrkirche St. Martin, die in der Folge eines Bombenangriffs 1940 ausgebrannte, zu Anfang der 1950er Jahre gefunden. Bei Nachgrabungen an der alten Kirche 1987 wurde drei weitere Inschriftensteine gefunden; zwei Grabsteine davon ein spätantiker christlicher Stein für die Fränkin Godvine und ein Votivstein für die Matronae Alusneihae.

1951 wurde an der Nordwestecke der Ruine der Stein ausgebrochen, der dort als Eckquader verbaut war. Der Stein befindet sich im Eigentum des Heimatmuseum Düren und ist aus bräunlich-roten Sandstein gefertigt mit den Maßen von 88 × 48 × 24 cm in Höhe, Breite und Tiefe. Zum Zweck der Verbauung wurde Sockel und Gesims abgeschlagen. Der Erhaltungszustand des Steins ist sehr rudimentär, sodass vom einstigen Gepräge und Dekore Fragmente geblieben sind. Fragmente von Polstervoluten zeigen eine Schuppung. Die Giebel überragen die Oberkante minimal, zwischen ihnen ist eine Opferschale erhalten. Unterhalb befindet sich die schmal gerahmte Tafel der Inschrift in üblicher Capitalis. An den Seitenflächen sind vermutlich ähnliche Dekore angebracht gewesen. Die bessere linke Seite zeigt zwei durch eine Zierleiste getrennte Bildfelder, das Dekor der Zierleiste ist nicht mehr deutlich identifizierbar. Die untere Bildfläche zeigt einen langstieligen, zweiblättrigen Akanthuskelch aus dessen eingerollten Blattspitzen eine große Blattknospe an einem dünnen Stiel herabhängt. Die obere Bildfläche ist durch eine Arrangement aus diversen Früchten geprägt. 

„[Ma]tronis / [Tu]rstuaheni(s) / C(aius) Caldinius / Avvaco / [p]ro liberis / suis l(ibens) m(erito)“

„Den Matronen Turstuahenae (weiht) Gaius Caldinius Avvaco bereitwillig und gern nach Gebühr.“

Günter Neumann stellte 1985 nach Autopsie der Inschrift vom eingehenden T des Beinamen den unteren Teil der senkrechten Haste und vom folgenden V Spuren einer Schräghaste fest. Der Stiffter weist sich durch den germanischen Beinamen Avvaco als Einheimischer aus. Der Name enthält den Stamm Auva- und findet genaue Entsprechungen in den Belegen althochdeutsch Ouwo und altenglisch Eawa. Der Gentilname Caldinius ist öfters im Katalog der Stifter von Matronensteinen zu finden, jedoch in Verbindung mit lateinischen Namen. Leo Weisgerber verband den Namen ans Germanische zur Wurzel hal-. Hermann Reichert sieht in allen Belegen eine lateinische, möglicherweise zum Teil eine Hybridbildung vorliegen.
Im Jahr 1952 wurde bei weiteren Arbeiten der Votivstein im Turm der Ruine aufgefunden – ohne wissenschaftlich erfasst zu werden (die Erstpublikation erfolgte durch Manfred Clauss 1976). Er ist aus hellen Sandsteine gefertigt (59 × 40 × 20 cm) und ist stark beschädigt und weist eine ebensolche Verwitterung auf. Wie beim ersten Fund wurde zur besseren Verbaubarkeit Sockel und Gesims abgeschlagen. Dekore sind lediglich an den Schmalseiten erkennbar: linksseitig ein einfach gerahmtes Bildfeld mit einem fragmentarisch erhaltenen Füllhorn mit Früchten. Rechts sind nur die Reste eines Füllhorns mit Früchten zu erkennen. Der Stein befindet sich im Depot des Rheinischen Landesmuseum in Bonn.
Die stark verwaschenen, beziehungsweise abgeriebene Inschrift ist nur beschädigt erhalten und war möglicherweise ursprünglich auf vier- oder fünf Zeilen angelegt. Die Buchstaben weisen eine Höhe von 5,5; 5 und 4,5 cm auf. Eine Lesung ist nur durch erhebliche Konjekturen möglich.

„Turstua[he]/[nis ] / [ ]du[s] / [pro se et s]ui[s“

 Das eingehende T des Matronenbeinamen ist nach Neumann voll erhalten und vom folgenden V die rechte Schräghaste rudimentär.

### Fundort Rheinbach-Flerzheim
In Flerzheim südlich von Bonn wurde 1989 bei Grabungen bei der römischen Straßenstation im Umfeld der Villa Rustica von Flerzheim ein Inschriftenfragment der M. Turstuahenae gefunden (Erstpublikation, Krešimir Matijević 2008). Das Votivsteinfragment befindet sich im Depot des Rheinischen Landesmuseum in Bonn. Die Inschrift ist auf einem Bruchstück der linken oberen Ecke eines aus Klakstein gefertigten Stein (27 × 13,5 × 20 cm) zu finden. Der Beiname ist aus dem inschriftlichen TVR [....]/HENIS zur Vollform klar herstellbar die weitere Lesung ist bedingt durch die diversen optionalen Konizierungen unbestimmter. Clauss-Slaby lesen beispielsweise im Fragment […] /RONI […] den Vornamen Petronius. 

„Tur[stua]/henis [Pet]/roni[us(?) ] / [ ]mi [“

 Matijević liest den Gattungsnamen als Matronis.

„Tur[stua]/henis [Mat]/roni[s ---] / [--]MIL(?)[---] / [------“

## Beiname
Beide für sich fragmentierte Belege ergänzen sich zum Vollnamen der Turstuahenae. Siegfried Gutenbrunner der 1952 lediglich den Befund von AE 1955,37 veröffentlichte konnte von dem Beinamen nur · · RSTVAHENI(S) lesen. Auf dieser Grundlage stellte er drei optionale Lösungsmöglichkeiten unter dem Gesichtspunkt der „engen Grenzen“ die ihm die Lautfolge -rstu- beziehungsweise -rstw- setzte zum Diskurs. Er verbesserte die Lücke und ergänzte zu den germanischen Wortstämmen:
- [VV]RSTVA zu Vurstuahenis (zu gotisch waurstw „Werk“)
- [BV]RSTVA zu Burstuahenis (zu altnordisch burst „steifes Haar, Borste, Dachrücken“)
- [BE ]RSTVA zu Berstuahenis (zu germanisch *berhta- „hell“) er verglich mit den Beinamen der Matronae Berhuiahenae[9] (i. e. Nebenform der Matronae Berguihenae[10])

Wilhelm Kaspers versuchte nach Gutenbrunners Vorarbeiten zu [HV]RST- zu ergänzen um diese Lesung dann mit dem Namen der Göttin Hurstrga zu verbinden.
Dadurch, dass Manfred Clauss die zweite Inschrift veröffentlichte und sofort erkannte, dass sie denselben Namensstamm TVRSTVA- enthielt, konnte der Beinamen nun vollständig ergänzt werden. Neumann stellt den Stamm (aus der Zeichenfolge) turstva- zur Wortwurzel germanisch *þers-, *þurs- „trocken sein“ zugrunde mit der Schreibung t für þ. Das Suffix ist -stva- oder -tva- das er wie Gutenbrunner zu gotisch waúrstw „Werk“, „das Geschaffene“ und des Weiteren in saliþwos „Herberge, Wohnung“ stellt. Robert Nedoma geht bei der Neulesung, beziehungsweise der Gewinnung des Beinamen der (Matronae) Grusduahenae von derselben suffigalen Wortbildung aus. Neumann stellt den Beinamen zum Typus der von einem Ort abgeleiteten Matronenbeinamen (Detoponym). Die Wurzel *þers- steh in der Schwundstufe (mit ur aus dem sonanten r) wie in gotisch þaúrsus und in althochdeutsch durri „dürr“. Er zeigt des Weiteren, dass zahlreiche Ortsnamen und Gewässernamen aus der lokalen Beschaffenheit (Wassermangel, sandiges wasserdurchlässiges Gelände) heraus aus dieser Wurzel zum Substantiv *þursti- *þurstu- mit der Bedeutung „Trockenheit“ gebildet wurden wie beispielsweise bei den Belegen Dürrenberg, Durstbach, Dorsten. Theo Vennemann stellt mutmaßlich zu diesen Belegen fundortbezogen den Namen von Düren. Grundsätzlich deutet er den Namen anders und leitet ihn von einem gallo-römischen Ortsnamen *Þurstuacinae ab (ohne Etymologie), dessen ursprüngliche Ausgangsform ein Gewässername bildete.